# Contea di Cengong
La contea di Cengong (岑巩县S, Céngǒng XiànP) è una contea della Cina, situata nella provincia del Guizhou e amministrata dalla prefettura autonoma miao e dong di Qiandongnan.